# Limosina sudetica
Limosina sudetica är en tvåvingeart som beskrevs av Rohacek 1975. Limosina sudetica ingår i släktet Limosina och familjen hoppflugor. Inga underarter finns listade i Catalogue of Life.